# Radovan Tadic
Radovan Tadic, né le 30 août 1949  à Zagreb, est un réalisateur yougoslave.

## Biographie
Installé en France à partir de 1972, Radovan Tadic est distingué en 1986 par deux nominations lors de la 11e cérémonie des César (La Consultation pour le César du meilleur court-métrage de fiction et Un petit prince pour  le César du meilleur court-métrage documentaire) mais n'en remporte aucun des deux.
Ses longs métrages sont des documentaires, sauf Erreur de jeunesse.

## Filmographie

### Courts métrages
- 1981 : Monsieur Marco
- 1983 : Un petit prince[1]
- 1985 : La Consultation, avec Isabelle Weingarten
- 2003 : New York année zéro (TV)

### Longs métrages
- 1989 : Erreur de jeunesse
- 1993 : Les vivants et les morts de Sarajevo
- 1996 : Animal Connection
- 2004 : Petits Morceaux choisis